# Márta Egervári
Márta Egervári född den 4 augusti 1956 i Budapest, Ungern, är en ungersk gymnast.
Hon tog OS-brons i barr i samband med de olympiska gymnastiktävlingarna 1976 i Montréal.